# Ingersoll (Ontario)

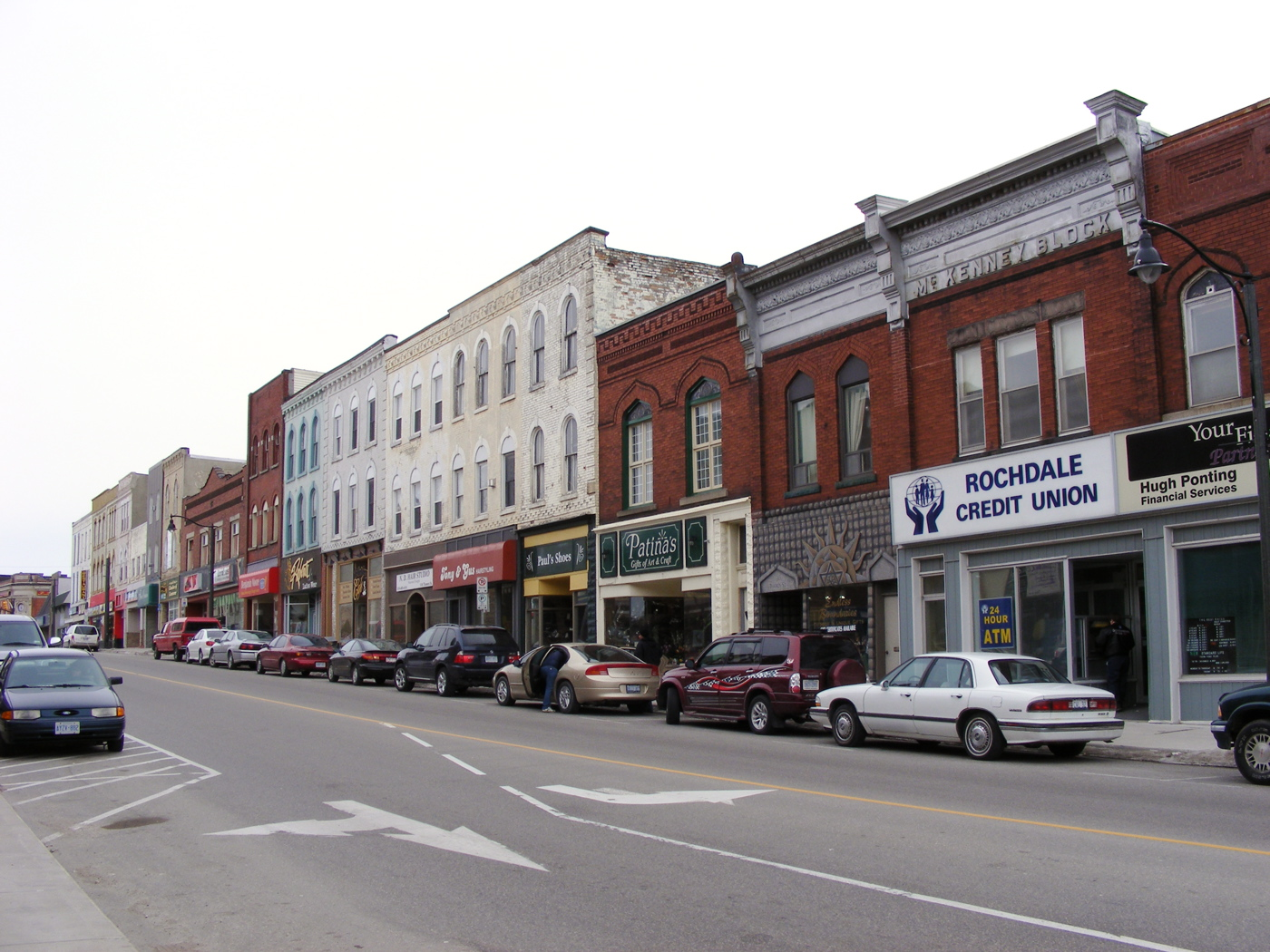
Thames Street w Ingersoll

Ingersoll to miejscowość (ang. town) w Kanadzie, w prowincji Ontario, w hrabstwie Oxford.
Powierzchnia Ingersoll to 12,9 km².
Według danych spisu powszechnego z roku 2001 Ingersoll liczy 10 977 mieszkańców (850,93 os./km²).